# سوزانا كيمبنر
سوزانا كيمبنر (بالإنجليزية: Suzanna Kempner)‏ هي مغنية بريطانية، ولدت في 1 فبراير 1985.